# Megyn Kelly
Megyn Marie Kelly precedentemente conosciuta come Megyn Kendall (Champaign, 18 novembre 1970) è una giornalista e conduttrice televisiva statunitense, opinionista e commentatrice per 12 anni sul canale Fox News.

## Biografia
Nasce a Champaign, nell'Illinois nel 1970, figlia di Edward, professore, e di Linda, casalinga. Ha origini italiane da parte della madre, il cui padre emigrò in America dall'italia nel 1907, e irlandesi dalla parte paterna. Il padre è morto quando lei aveva 15 anni.

Ha frequentato la Tecumseh Elementary School, a DeWitt (New York). All'età di 9 anni la sua famiglia si trasferisce a Albany, nel sobborgo di Delmar, dove frequenta la Bethlem Central High School. Dopo il diploma di scuola superiore, ottiene una laurea triennale in scienze politiche alla Syracuse University e, nel 1995, una laurea in Giurisprudenza alla Albany Law School. Kelly si dichiara cattolica.

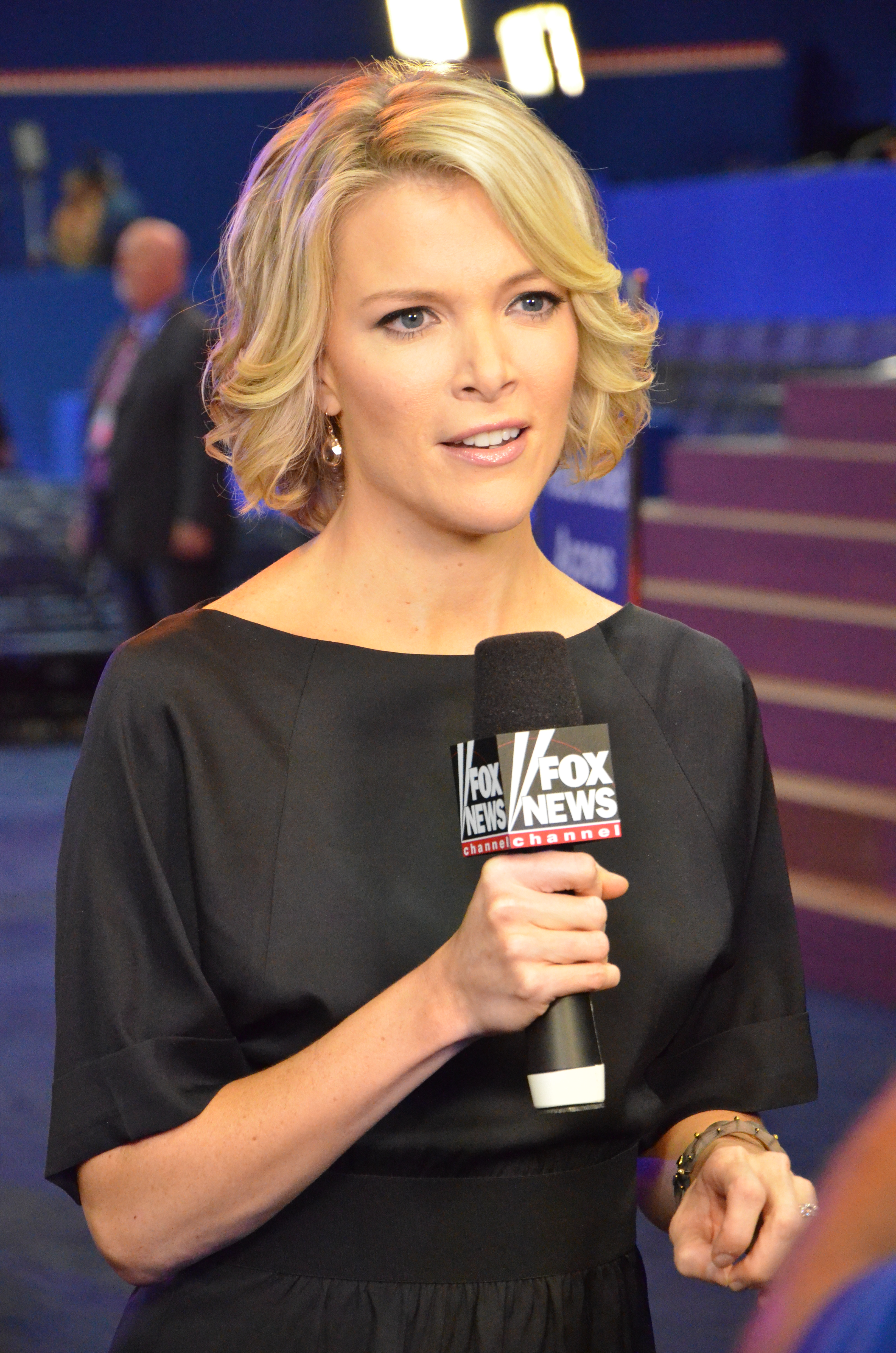
Megyn Kelly il 26 agosto 2012

### Carriera legale
Kelly lavorò come avvocato nell'ufficio legale Bickel & brewer LLP. In questo periodo scrisse un articolo per il giornale dell'American Bar Association, Litigation, intitolato "Il conflitto di ruoli di un avvocato come direttore". Successivamente ha lavorato per lo studio legale Jones Day per nove anni.

### Carriera nel giornalismo
Nel 2003 Kelly si trasferisce a Washington, dove viene assunta dall'ABC per la WJLA-TV come reporter. In questo periodo segue eventi di importanza nazionale e locale come le elezioni presidenziali del 2004.
Dopo aver lavorato come giornalista per la WJLA viene assunta a Fox News nel 2004, contribuendo ai segmenti legali del programma Special Report with Brit Hume; condusse il suo segmento legale, Kelly's Court, durante Weekend Live. Partecipò ai segmenti settimanali del programma The O'Reilly Factor, e occasionalmente sostituì Greta Van Susteren nel programma On the Record, dove la maggior parte dei suoi pezzi riguardarono problemi legali e politici. Lavora inizialmente come seconda conduttrice durante i weekend. Assieme a Bill Hemmer condusse America's Newsroom; i due condussero, dal 2007 al 2012, lo speciale della notte di San Silvestro All American New Year. Il 1º febbraio 2010 inizia a condurre il suo programma di due ore: America Live with Megyn Kelly. Kelly ottenne l'attenzione dei media per la sua conduzione dello speciale per le elezioni presidenziali statunitensi del 2012: il 6 novembre 2012, la notte delle elezioni, Fox News anticipò che Obama avrebbe ottenuto un secondo mandato prima che una parte dei risultati fosse diffusa.
Megyn lascia la conduzione di America Live all'inizio del luglio 2013 per congedo di maternità; inizia a condurre The Kelly File - programma serale nei giorni feriali - il 7 ottobre 2013, dalla sede centrale di New York. Su Fox News The Kelly File è il secondo programma più visto dopo quello di Bill O' Reilly.
Nel dicembre 2013 le osservazioni della Kelly in reazione a un articolo di Slate provocarono polemiche. Durante The Kelly File ha dichiarato: "Per tutti i bambini che ci guardano da casa, Babbo Natale è bianco, ma questa persona dice che dovrebbe esserci anche un Babbo Natale nero", aggiungendo "Ma Babbo Natale è quello che è e ne stiamo parlando soltanto perché qualcuno ne ha scritto". Nel segmento successivo Kelly ha dichiarato inoltre che Gesù era un uomo bianco. Due giorni dopo ha fatto ulteriori commenti in diretta dichiarando che la pelle di Gesù è "lontana da essere decisa".

### Moderatrice del dibattito Repubblicano per le primarie 2016
La moderazione del primo dibattito del partito repubblicano per le elezioni presidenziali del 2016 è stata apprezzata da diversi critici televisivi, sebbene vari conservatori si siano lamentati del tono troppo “appuntito” del dibattito. Kelly ha chiesto al candidato repubblicano Donald Trump un commento riguardo ad alcune dichiarazioni che il candidato aveva fatto in merito ad alcune donne. Trump ha risposto direttamente a Kelly con commenti personali. Kelly ha ribattuto dicendo che lei non si sarebbe "scusata per aver fatto buon giornalismo". Citando la disputa, Trump ha declinato l'invito al dibattito repubblicano in Iowa perché moderato da Kelly. In seguito, i due si sono incontrati alla Trump Tower, continuando a punzecchiarsi pubblicamente.

### L'abbandono di Fox News Channel
Dopo la denuncia di Gretchen Carlson, nel luglio 2016 anche Megyn Kelly afferma che Roger Ailes, suo mentore e leader di Fox News, le abbia usato comportamenti inappropriati di natura sessuale. La testimonianza di Kelly, assieme a quella di altre donne, portò alle dimissioni di Ailes. Immediatamente iniziarono a rincorrersi le voci che Kelly, criticata dai colleghi O' Reilly e Sean Hannity, avrebbe potuto lasciare l'emittente conservatrice.

### NBC News

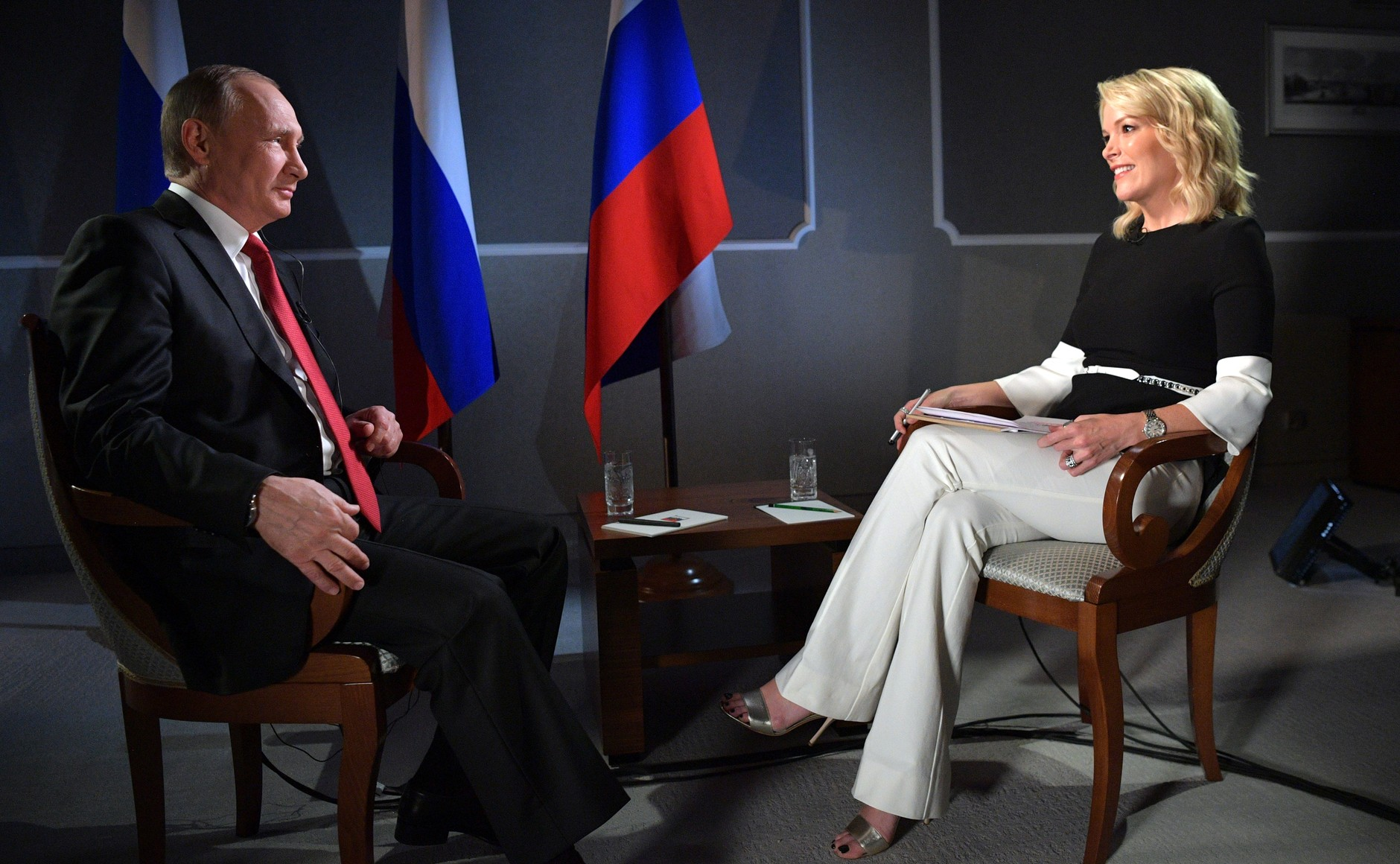
Kelly con il presidente russo Vladimir Putin, giugno 2017

Il 3 gennaio 2017 la NBC News annuncia di aver offerto a Kelly il triplo ruolo di conduttrice in uno show quotidiano di notizie e discussione, del programma domenicale serale di notizie e della copertura di altri eventi e speciali, per una cifra imprecisata. Kelly lascia la rete di Murdoch dopo 12 anni: l'ultima puntata appare venerdì 6 gennaio.
NBC ha iniziato a ospitare lo spettacolo mattutino giornaliero di tre ore con il suo programma intitolato Megyn Kelly Today a settembre 2017. Lo spettacolo è stato cancellato nell'ottobre 2018, dopo un segmento che parlava di blackface, e la Kelly ha lasciato la rete a gennaio 2019.

### Riconoscimenti
Kelly, che è apparsa in copertina sul numero di febbraio 2016 di Vanity Fair, è stata inclusa nella classifica del Time delle 100 persone più influenti.

## Nella cultura di massa
Nel film Bombshell - La voce dello scandalo (2019), incentrato sulla causa per molestie sessuali intentata contro Roger Ailes nel 2016, il suo ruolo è interpretato da Charlize Theron.
Nella serie TV Shameless (Stagione 10 episodio 9) è citata come donna-oggetto molestata dai suoi capi e si fa riferimento alle sue affermazioni sul colore della pelle di Babbo Natale.

## Vita privata
Kelly ha sposato Daniel Kendall, un anestesista, il 29 settembre 2001; la coppia ha divorziato nel 2006.
Il 1º marzo 2008 ha sposato Douglas Brunt, presidente e CEO della CYREN che è diventato uno scrittore. La coppia ha avuto tre figli: Edward Yates (nato il 25 settembre 2009), Yardley Evans (nata il 14 aprile 2011) e Thatcher Brant (nato il 23 luglio 2013).
Politicamente, Kelly si definisce un'indipendente, e ha dichiarato di aver votato sia per i Democratici che per i Repubblicani.